# Didymodon subulatus
Didymodon subulatus là một loài rêu trong họ Pottiaceae. Loài này được Schkuhr mô tả khoa học đầu tiên năm 1811.